# Joe Jonas
Joseph Adam Jonas (Casa Grande, Arizona, 15 de agosto de 1989) es un cantante, músico, actor y bailarín estadounidense. 
Saltó a la fama como miembro de la banda de pop rock Jonas Brothers, junto a sus hermanos Kevin y Nick Jonas. El grupo lanzó su álbum de estudio debut It's About Time a través del sello Columbia Records en 2006, que no logró el éxito comercial. Después de firmar con Hollywood Records, el grupo lanzó su segundo álbum de estudio homónimo en 2007, que se convirtió en su gran avance. La banda se convirtió en figuras destacadas en Disney Channel durante este tiempo, ganando muchos seguidores a través de la red: aparecieron en la exitosa película musical para televisión Camp Rock (2008) y su secuela Camp Rock 2: The Final Jam (2010), así como en dos de su propia serie, Jonas Brothers: Living the Dream (2008-2010) y Jonas (2009-2010).
El tercer álbum de estudio de la banda, A Little Bit Longer (2008), vio un éxito comercial continuo para el grupo; el sencillo principal del álbum, «Burnin' Up», alcanzó los cinco primeros en la lista Billboard Hot 100. Su cuarto álbum de estudio, aunque todavía tuvo éxito en la lista Billboard 200, experimentó una disminución en las ventas de discos. Después de que el grupo confirmara una pausa, Joe lanzó su primer álbum de estudio en solitario, Fastlife (2011), que tuvo un éxito comercial moderado. Después de que los Jonas Brothers se separaran oficialmente debido a diferencias creativas, Jonas formó la banda de funk pop DNCE en 2015, sirviendo como vocalista principal. El grupo vio el significativo éxito comercial de su sencillo debut «Cake by the Ocean», que alcanzó el número 9 en la lista Billboard Hot 100 en los Estados Unidos.
Actualmente, Joe lanzo su álbum "Music for people who believe in love", el segundo álbum de Joe como solista, el álbum fue lanzado el 23 de mayo de 2025, con 14 canciones de diferentes ritmos que hacen de este álbum una joya.

## Primeros años
Joseph Adam Jonas nació el 15 de agosto de 1989 en Casa Grande, Arizona, hijo de Denise (de soltera Miller) y Paul Kevin Jonas. Su padre es compositor, músico y exministro ordenado en una iglesia de las Asambleas de Dios, mientras que su madre es ex profesora de lenguaje de señas y cantante. Tiene un hermano mayor, Kevin, y dos hermanos menores, Nick y Frankie. En 2002, Joe apareció en la producción de Broadway de Baz Luhrmann de La bohème.

## Carrera

### 2005-2007: Avance con los Jonas Brothers

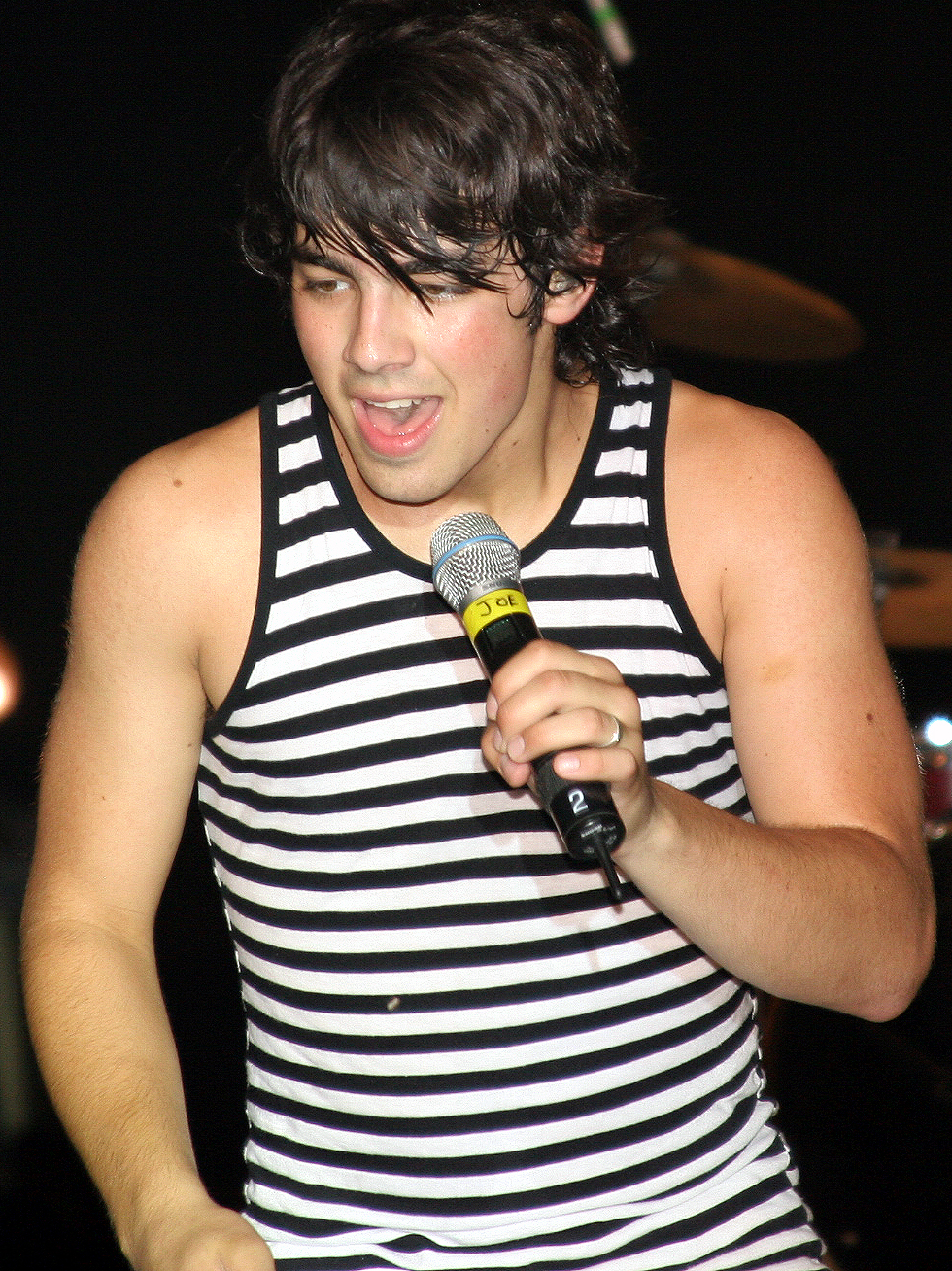
Joe actuando en Bessemer con los Jonas Brothers en 2007.

En 2005, Joe, Kevin y Nick grabaron «Please Be Mine», su primera canción grabada. Al escuchar la canción, el presidente de Columbia Records, Steve Greenberg, decidió fichar a los hermanos como grupo. Consideraron nombrar a su grupo «Sons of Jonas» antes de decidirse por el nombre Jonas Brothers. Mientras trabajaba en su álbum de estudio debut, la banda estuvo de gira a lo largo de 2005 con artistas como Jump5, Kelly Clarkson, Jesse McCartney, los Backstreet Boys y The Click Five, entre otros. El grupo lanzó su sencillo debut, «Mandy», en diciembre de 2005. El álbum estaba inicialmente programado para febrero de 2006, aunque los cambios ejecutivos en la empresa matriz de Columbia, Sony, provocaron numerosos retrasos en el lanzamiento del proyecto. Durante este tiempo, el grupo comenzó a hacer apariciones en varias bandas sonoras relacionadas con Disney Channel y estuvo de gira con Aly & AJ a lo largo de 2006. El álbum debut de la banda, It's About Time (2006), fue lanzado el 8 de agosto de 2006. El álbum recibió poco respaldo del sello, que no tenía más interés en promocionar a la banda. El segundo sencillo del álbum, «Year 3000», tuvo su estreno de video musical en Disney Channel a principios de 2007. Insatisfechos con cómo se manejó el lanzamiento del disco, la banda esperaba dejar Columbia Records y encontrar una nueva etiqueta; Más tarde se confirmó en 2007 que el sello había eliminado al grupo. El álbum llegó a vender un total de 67 000 copias en los Estados Unidos.
Solo un corto período de tiempo después de su salida de Columbia Records, se confirmó que el grupo había firmado un nuevo contrato con Hollywood Records. Mientras trabajaba en su nuevo álbum, el grupo continuó ganando popularidad debido a las apariciones en bandas sonoras y apariciones promocionales. El grupo lanzó su segundo álbum de estudio homónimo a través de Hollywood Records el 7 de agosto de 2007. El álbum entró en el top 5 del Billboard 200 en los Estados Unidos, pasando en vender más de dos millones de copias en el país. Joe y sus hermanos hicieron su debut como actores en un episodio del 17 de agosto de la serie original de Disney Hannah Montana titulado «Me and Mr. Jonas and Mr. Jonas and Mr. Jonas». La banda realizó la colaboración «We Got The Party» con la actriz principal Miley Cyrus, y el episodio ganó más de diez millones de espectadores y se convirtió en la transmisión de la serie más vista de Basic Cable. El sencillo del grupo «S.O.S.» se convirtió en su primer éxito entre los veinte primeros en el Billboard Hot 100, y ha vendido más de 1,5 millones de copias en el país. Entre los sencillos publicaron «Hold On» y «When You Look Me in the Eyes».

### 2008-2010: Actuación en Disney

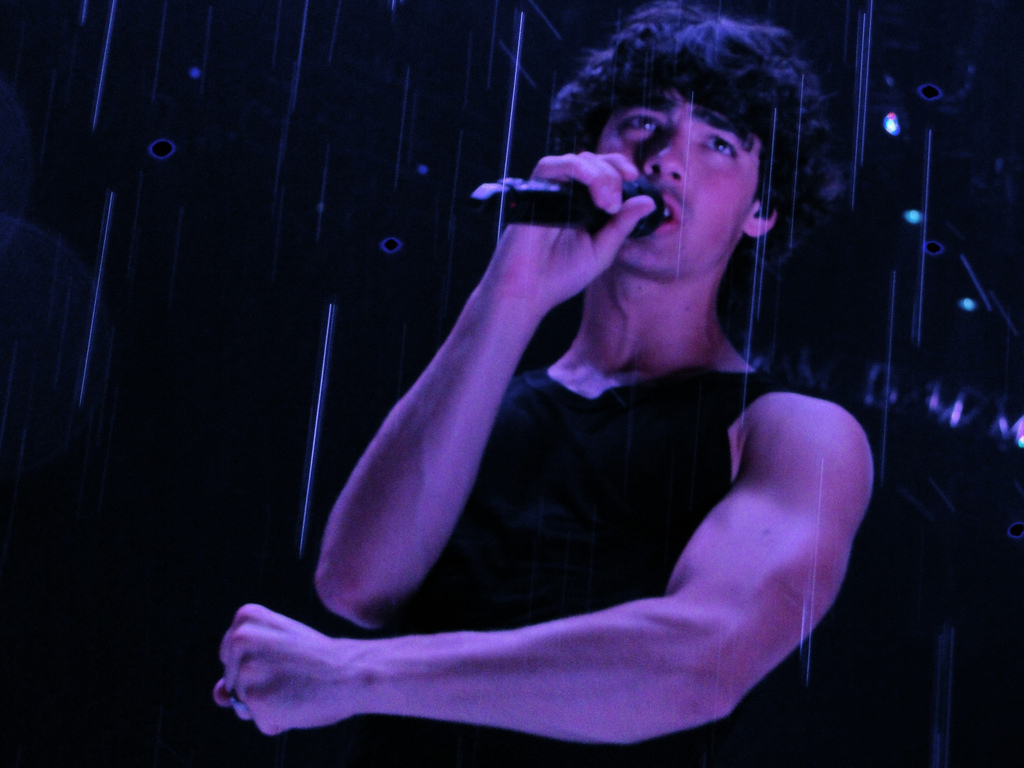
Joe Jonas en el Jonas Brothers World Tour 2009 en 2009.

En mayo de 2008, él y la banda comenzaron a protagonizar su propia serie documental Jonas Brothers: Living the Dream. Jonas hizo su debut cinematográfico junto con sus hermanos en la película original de Disney Channel Camp Rock (2008). La banda sonora de la película se estrenó el 17 de julio de 2008 y vendió 188.000 copias en su primera semana de estreno en los Estados Unidos. Joe grabó el dueto «This Is Me» para el proyecto, y la canción alcanzó el top 10 de la lista Billboard Hot 100. La canción sirvió como el primer lanzamiento de Jonas fuera de los Jonas Brothers. Ha vendido poco más de 900.000 copias en los Estados Unidos. El tercer álbum de estudio de los Jonas Brothers, A Little Bit Longer, fue lanzado en los Estados Unidos el 12 de agosto de 2008. El álbum se convirtió en el primero en debutar en el número uno en la lista Billboard 200, vendiendo más de 525.000 copias en su primera semana de lanzamiento. El álbum vendió más de dos millones de copias en los Estados Unidos, convirtiéndolo en su segundo álbum multiplatino. El álbum fue precedido por el lanzamiento del sencillo «Burnin' Up» (2008), que se convirtió en el primer éxito de la banda entre los cinco primeros en los Estados Unidos. «Lovebug» y «Tonight» se publicaron entre los sencillos. Joe y sus hermanos protagonizaron la película biográfica en 3D Jonas Brothers: The 3D Concert Experience, que recibió un estreno en cines el 27 de febrero de 2009. La película fue un éxito financiero y es la sexta película de concierto más taquillera.

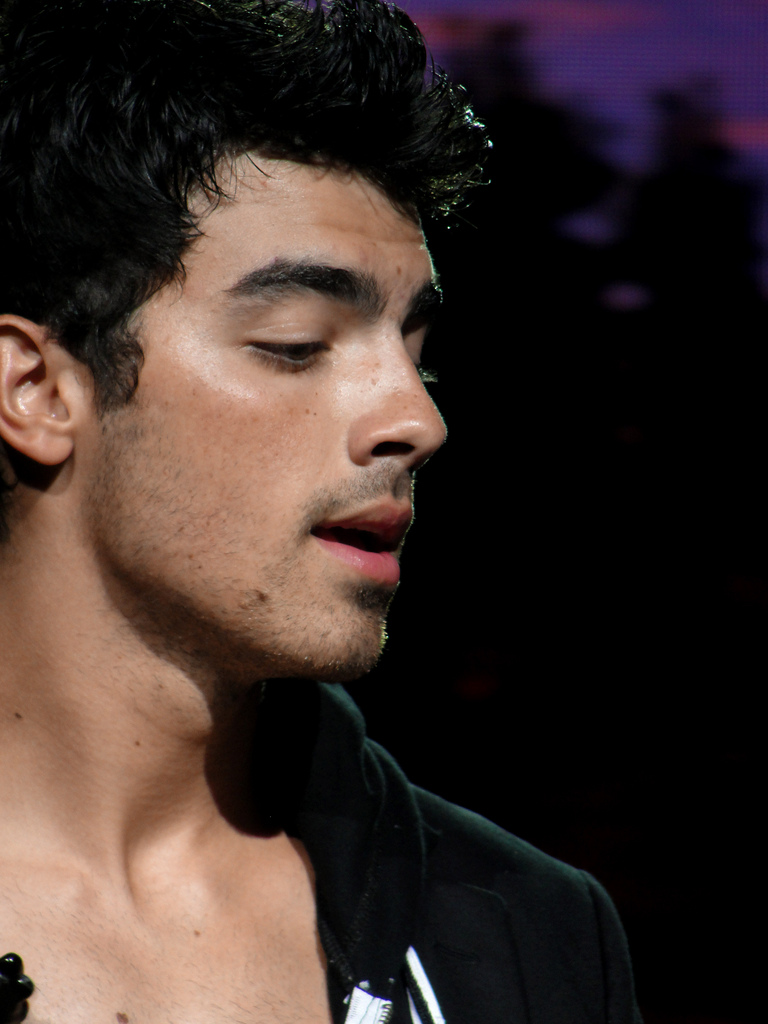
Joe Jonas en 2010.

Jonas protagonizó con sus tres hermanos su segunda serie original de Disney Channel, Jonas, que hizo su debut el 2 de mayo de 2009. La segunda y última temporada del programa se emitió bajo el nombre de Jonas LA. La banda lanzó su cuarto estudio álbum, titulado Lines, Vines and Trying Times, el 16 de junio de 2009. El proyecto debutó en el primer lugar en el Billboard 200, con ventas en la primera semana de 247.000 copias. «Paranoid» y «Fly With Me» fueron lanzados como sencillos. Joe apareció como juez invitado en un episodio de enero de 2010 de la novena temporada del concurso de canto American Idol. En febrero de 2010, Jonas hizo un cameo en el video musical de Vampire Weekend para «Giving Up the Gun» junto con Jake Gyllenhaal, Lil Jon y RZA. Más tarde apareció como estrella invitada en un episodio de 2010 de Hot in Cleveland como el hijo de Valerie Bertinelli, Will. Jonas protagonizó la secuela Camp Rock 2: The Final Jam.

### 2011-2014:Fastlifey disolución del grupo
En 2011, se anunció que Jonas planeaba grabar un álbum en solitario. Jonas esperaba incorporar elementos de funk en el álbum. Jonas lanzó el sencillo principal del álbum, titulado «See No More», realizado en colaboración con Chris Brown el 3 de junio de 2011. El sencillo no tuvo mucho éxito comercial, solo alcanzó el puesto 92 en el Billboard Hot 100. El 4 de agosto de 2011, Jonas anunció a través de Twitter que se uniría a Britney Spears en su gira europea a partir del 16 de octubre de 2011. Ryan Seacrest estrenó el segundo sencillo del álbum, «Just In Love», el 9 de septiembre de 2011. El sencillo fue posteriormente remezclado para incluir al rapero Lil Wayne. Jonas confirmó más tarde que el álbum se titularía Fastlife. En apoyo del álbum, Joe co-encabezó con Jay Sean en el Joe Jonas & Jay Sean Tour con JoJo como acto de apertura. La gira comenzó el 9 de septiembre de 2011 y concluyó el 6 de octubre de 2011. Fastlife fue lanzado a través de Hollywood Records el 11 de octubre de 2011. El álbum vendió un total de 18,000 copias en su primera semana de lanzamiento, debutando en el número quince en el Billboard 200. El álbum cayó rápidamente de la lista de álbumes, vendiendo apenas 45,000 copias en 2015. El 1 de mayo de 2012, se anunció que tanto los Jonas Brothers como Joe Jonas se habían separado de Hollywood Records.
Se confirmó en abril de 2013 que los Jonas Brothers se reunirían para comenzar a trabajar en su quinto álbum de estudio y una próxima gira. Kevin Jonas más tarde protagonizó su propia serie de telerrealidad de E! Married to Jonas, que se centró en su matrimonio con su nueva esposa Danielle. El programa contó con apariciones de Joe y Nick y documentó los preparativos de la banda para su regreso musical. Ese mismo año, Jonas participó en el programa de juegos de citas de Fox, The Choice. Jonas comenzó a salir con la modelo Blanda Eggenschwiler en septiembre de 2012, y los dos salieron hasta julio de 2014. Jonas coescribió la canción «Dreams» para el álbum de John Legend Love in the Future (2013). Los hermanos actuaron en Rusia en septiembre de 2012, convirtiéndose en su primera actuación en vivo desde su gira de 2010. Su tan esperado concierto de reunión, que había sido anunciado en agosto de 2012, tuvo lugar el 11 de octubre de 2012 en el Radio City Music Hall de la ciudad de Nueva York. El quinto álbum de estudio de la banda, que se lanzará de forma independiente a través de su propio sello, estaba programado para su lanzamiento en 2013. Los Jonas Brothers también anunciaron una próxima gira por América del Norte, con boletos a la venta. El álbum, inicialmente titulado V, (LiVe) estuvo precedido por el lanzamiento de los sencillos «Pom Poms» y «First Time», entre otras nuevas canciones que aparecen en el disco. El 9 de octubre de 2013, el grupo canceló su próxima gira días antes de que comenzara, citando una «profunda ruptura dentro de la banda» por «diferencias creativas». Solo unos días después, se confirmó que la banda había terminado oficialmente.

### 2015-2018: DNCE yThe Voice
Con la banda oficialmente disuelta, Jonas comenzó a trabajar en un nuevo proyecto musical con productores como Malay y Mattman & Robin. Mientras trabajaba en el proyecto, Jonas no estaba seguro de si quería grabar un segundo álbum de estudio o comenzar una nueva banda. Después de trabajar con Justin Tranter en varias canciones, Jonas decidió formar una banda con sus amigos y excompañeros de gira Jack Lawless y JinJoo Lee. Cole Whittle, miembro de la banda de rock alternativo Semi Precious Weapons, se convirtió en el cuarto y último miembro del grupo. El grupo se autodenominó DNCE, una falta de ortografía de la palabra danza. DNCE lanzó su sencillo debut, «Cake by the Ocean», en 2015. Su extended play debut, Swaay fue lanzada en octubre de 2015. Su álbum homónimo, DNCE fue lanzado más tarde. Debutó en el número setenta y nueve en la lista Billboard 200 en los Estados Unidos, pero alcanzó el puesto número nueve.
En 2018, se unió a la versión australiana de The Voice como entrenador, un año después de ser mentor en la versión estadounidense. En junio de 2018, Jonas y el DJ británico Jonas Blue lanzaron su canción colaborativa «I See Love», una canción para la película Hotel Transylvania 3: Summer Vacation. También prestó su voz a un personaje llamado Kraken en la película.

### 2019-presente: Reunión de los Jonas Brothers

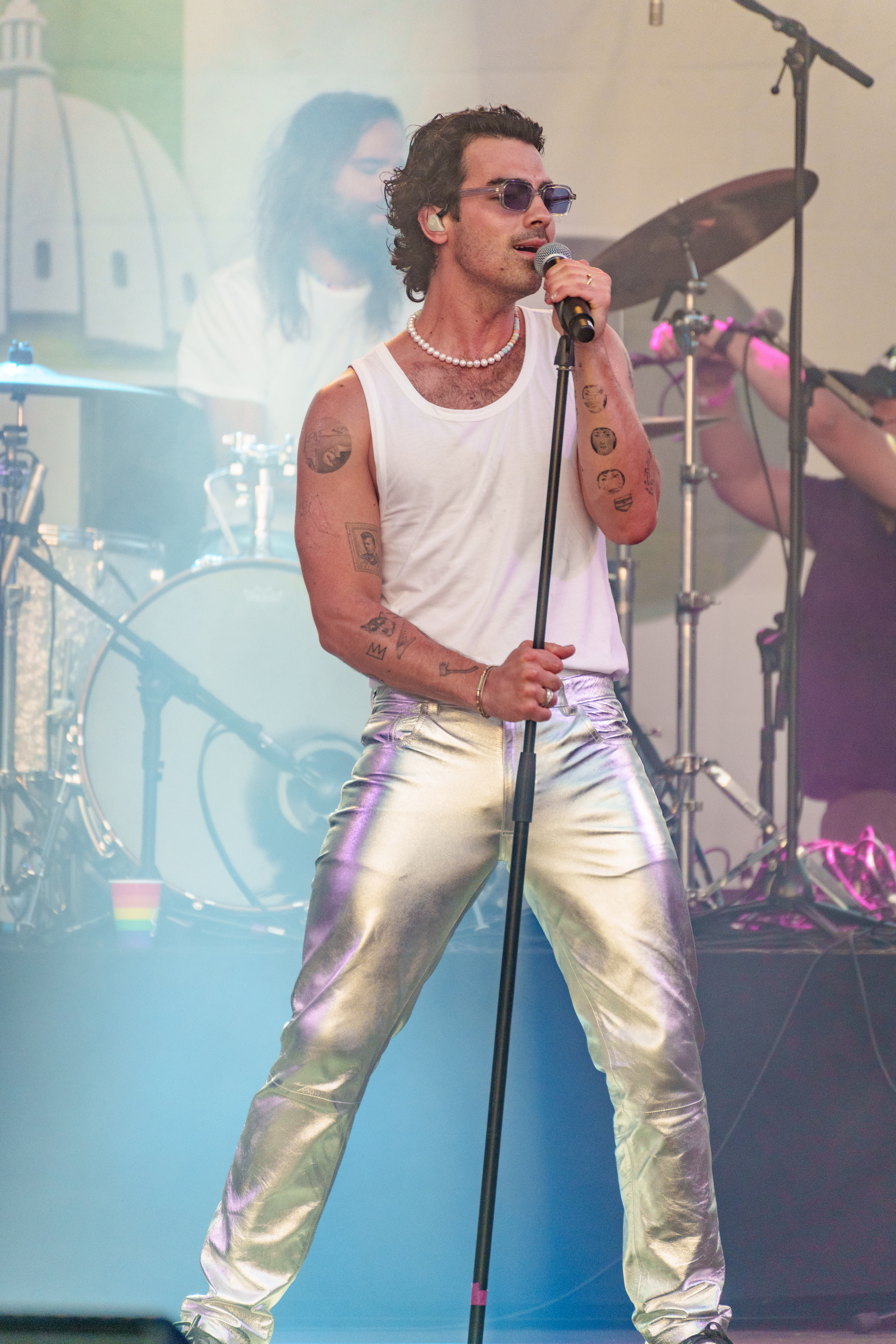
Jonas actuando en el Capital Pride en junio de 2022.

A partir de fines de enero, corrieron rumores en Twitter y otras redes sociales de que los tres hermanos iban a reformar a los Jonas Brothers. El 28 de febrero de 2019, los Jonas Brothers anunciaron oficialmente su regreso junto con un nuevo sencillo, «Sucker», que se lanzó al día siguiente, 1 de marzo. En abril de 2019, Joe Jonas apareció en el WE Day California, partes del cual se emitieron en ABC en agosto del mismo año.
En enero de 2021, se anunció que Jonas estaba entre el elenco de la película Devotion sobre la guerra de Corea. Durante marzo de 2021, la filmación tuvo lugar en Tybee Island, Georgia. La película, que se espera que se estrene en 2022, también se filmó en el puente Arthur Ravenel Jr. en Charleston, Carolina del Sur durante mayo de 2021. Ha dicho que unirse al elenco de Devotion es una «experiencia que cambia tu vida».
En febrero de 2022, Jonas anunció el regreso de DNCE junto con Lawless y Lee. Jonas anunció el regreso de la banda con una nueva canción del DJ noruego Kygo, titulada «Dancing Feet», que fue lanzada el 25 de febrero de 2022.
En mayo de 2023, Los Jonas Brothers lanzaron su sexto de álbum de estudio, titulado The Album.

## Vida personal
Jonas salió con AJ Michalka durante casi un año después de que salió de gira con su grupo Aly & AJ a finales de 2005 y 2006. Jonas salió con la cantautora Taylor Swift durante tres meses en 2008. Jonas salió con la actriz Camilla Belle, que apareció en el video musical «Lovebug» de los Jonas Brothers, durante unos meses a mediados de 2009. Jonas salió brevemente con la cantante Demi Lovato a principios de 2010. Comenzó a salir con la actriz Ashley Greene en el verano de 2010, pero terminaron en marzo de 2011. Luego salió con la diseñadora gráfica Blanda Eggenschwiler del 2012 al 2014. Jonas y la modelo Gigi Hadid salieron en 2015. Codirigió el video musical de la banda de Jonas, DNCE, «Cake by the Ocean».
Jonas comenzó a salir con la actriz inglesa Sophie Turner en 2016. Se comprometieron en octubre de 2017, y se casaron el 1 de mayo de 2019 en Las Vegas, Nevada. Celebraron su segunda boda en París, Francia, el 29 de junio de 2019. La pareja tiene dos hijas nacidas en 2020 y 2022. El 6 de septiembre de 2023, Jonas y Turner anunciaron su divorcio en sus cuentas de Instagram.
En abril de 2020, Jonas y su esposa donaron 100 comidas a médicos y trabajadores de salud de primera línea que estaban trabajando durante la pandemia de COVID-19 en un hospital de Los Ángeles en California.
En mayo de 2021, Jonas hizo 250 réplicas de su mano derecha para promover, junto con la agencia de viajes Expedia Group, el regreso a los viajes de los estadounidenses que sentían incertidumbre y no estaban seguros de reanudar los viajes debido a la pandemia de COVID-19 en los Estados Unidos. Jonas también promovió las donaciones a los trabajadores de salud de primera línea e instó a la atención de salud mental para los afectados durante la pandemia.
En septiembre de 2021, Jonas y su esposa Turner compraron una mansión en Miami, Florida por $11 millones como parte de sus bienes raíces. Según los informes, la mansión fue inspirada por el arquitecto Frank Lloyd Wright. Antes de mudarse a Miami, Jonas y Turner vendieron su casa en Encino, un barrio de Los Ángeles, por $15,2 millones. En noviembre de 2022, la residencia de los Jonas en Miami se puso a la venta con un precio inicial de casi $17 millones.
Jonas anunció, en junio de 2022, que se uniría a una campaña ambiental del Departamento de Transporte de Texas llamada Don't Mess with Texas, para alentar a las personas a no tirar basura mientras viajan por la carretera. Jonas también es portavoz de STAAR Surgical, una empresa que implanta lentes para reemplazar anteojos comunes y con lentes.

## Discografía
| Con Jonas Brothers Álbumes de estudio 2006: It's About Time 2007: Jonas Brothers 2008: A Little Bit Longer 2009: Lines, Vines and Trying Times 2013: V ( LiVe ) 2019: Happiness Begins 2023: The Album | Con DNCE EP 2015: SWAAY Álbumes de estudio 2016: DNCE | En solitario Álbumes de estudio 2011: Fastlife 2025: Music for People Who Believe in Love |

## Filmografía

### Cine
| Año  | Título                                                      | Rol          | Notas                 | Ref.   |
| ---- | ----------------------------------------------------------- | ------------ | --------------------- | ------ |
| 2008 | Hannah Montana and Miley Cyrus: Best of Both Worlds Concert | Él mismo     | Película de concierto |        |
| 2009 | Jonas Brothers: The 3D Concert Experience                   | Él mismo     | Película de concierto |        |
| 2009 | Night at the Museum: Battle of the Smithsonian              | Cherub       | Voz                   |        |
| 2016 | Zoolander 2                                                 | Él mismo     | Cameo                 | [ 45 ] |
| 2017 | Demi Lovato: Simply Complicated                             | Él mismo     | Documental            |        |
| 2018 | Hotel Transylvania 3: Summer Vacation                       | Kraken (voz) |                       |        |
| 2019 | Jonas Brothers: Chasing Happiness                           | Él mismo     | Documental            |        |
| 2022 | Devotion                                                    | Marty Goode  |                       | [ 46 ] |

### Televisión
| Año       | Título                             | Rol                  | Notas                                                                              | Ref.   |
| --------- | ---------------------------------- | -------------------- | ---------------------------------------------------------------------------------- | ------ |
| 2007      | Hannah Montana                     | Él mismo             | Episodio: «Me and Mr. Jonas and Mr. Jonas and Mr. Jonas»                           |        |
| 2008      | Camp Rock                          | Shane Gray           | Película de televisión                                                             |        |
| 2008      | Disney Channel Games               | Él mismo/Concursante | 5 episodios                                                                        |        |
| 2008-2010 | Jonas Brothers: Living the Dream   | Él mismo             | Protagonista                                                                       |        |
| 2008      | Jonas Brothers: Live in London     | Él mismo             | Documental de televisión                                                           |        |
| 2008      | Jonas Brothers: Band in a Bus      | Él mismo             | Documental de televisión                                                           |        |
| 2008      | Jonas Brothers: Live & Mobile      | Él mismo             | Documental de televisión                                                           |        |
| 2009      | Atrévete a soñar                   | Él mismo             | Episodio: «Promesa de amor»                                                        |        |
| 2009-2010 | Jonas                              | Joe Lucas            | Protagonista                                                                       |        |
| 2010      | Camp Rock 2: The Final Jam         | Shane Gray           | Película de televisión                                                             |        |
| 2010-2012 | Hot in Cleveland                   | Will                 | 2 episodios                                                                        |        |
| 2010      | American Idol                      | Juez invitado        | Temporada 9                                                                        |        |
| 2010      | Sonny with a Chance                | Él mismo             | Episodio: «A So Random Holiday Special»                                            |        |
| 2012      | The Choice                         | Él mismo             | Episodio 2                                                                         |        |
| 2012-2013 | Married to Jonas                   | Él mismo             | Personaje recurrente                                                               |        |
| 2012      | The Next: Fame Is at Your Doorstep | Juez/Mentor          | Temporada 1                                                                        |        |
| 2015      | I Can Do That                      | Concursante          | Temporada 1                                                                        |        |
| 2016      | Grease Live                        | Johnny Casino        | Especial de televisión                                                             |        |
| 2016      | Comedy Bang! Bang!                 | Él mismo             | Episodio: «Joe Jonas Wears a Maroon and Gold Letterman Jacket With White Sneakers» |        |
| 2017      | Angie Tribeca                      | Detective Green      | Episode: «Boyz II Dead»                                                            |        |
| 2017-2020 | The Voice                          | Mentor               | Temporada 13 (Equipo Adam Levine) & temporada 18 (Equipo Nick)                     |        |
| 2018      | The Voice Australia                | Juez                 | Temporada 7                                                                        | [ 47 ] |
| 2019      | Songland                           | Él mismo             | Episodio: «Jonas Brothers»                                                         |        |
| 2020      | Cup of Joe                         | Anfitrión            | Serie de Quibi                                                                     | [ 48 ] |
| 2020      | Home Movie: The Princess Bride     | Princesa Buttercup   | Chapter Six: «The Fire Swamp»                                                      | [ 49 ] |
| 2020      | Dash & Lily                        | Él mismo             | Cantando «Like It's Christmas» con Nick & Kevin Jonas                              |        |
| 2022      | The Righteous Gemstones            | Él mismo             | Episodio: «After I Leave, Savage Wolves Will Come»                                 |        |
| 2022      | Becoming A Popstar                 | Juez                 | También productor ejecutivo                                                        | [ 50 ] |

### Web
| Año  | Título                      | Rol      | Notas                                       | Ref.   |
| ---- | --------------------------- | -------- | ------------------------------------------- | ------ |
| 2009 | KSM: Read Between the Lines | Él mismo | Episodio: «Hangin' with the Jonas Brothers» | [ 51 ] |

## Giras musicales
| Con Jonas Brothers Como artista principal 2005: Jonas Brothers Fall 2005 Promo Tour 2006: Jonas Brothers American Club Tour 2007: Marvelous Party Tour 2008: Look Me in the Eyes Tour 2008: Burning Up Tour 2009: Jonas Brothers World Tour 2009 2010: Jonas Brothers World Tour 2010 2012-2013: Jonas Brothers World Tour 2012/2013 2019-2020: Happiness Begins Tour Como artista invitado 2005: Cheetah-licious Christmas Tour (apertura de The Cheetah Girls ) 2007-2008: Best of Both Worlds Tour (apertura de Hannah Montana / Miley Cyrus ) 2008: The Best Damn Tour (apertura de Avril Lavigne ) | En solitario Como artista principal 2011: Fastlife Tour Como artista invitado 2011: Femme Fatale Tour (apertura de Britney Spears ) | Con DNCE Como artista principal 2015: Greatest Tour Ever Tour Como artista invitado 2015: Movistar Music Fest 2016: Revival Tour (apertura de Selena Gomez ) 2017: 24K Magic World Tour (apertura de Bruno Mars ) |

## Premios y nominaciones
| Año  | Premio                        | Categoría                      | Trabajo nominado | Resultado | Ref.   |
| ---- | ----------------------------- | ------------------------------ | ---------------- | --------- | ------ |
| 2008 | Los Premios MTV Latinoamérica | Premio Fashionista - Masculino | Él mismo         |           | [ 52 ] |
| 2009 | Kids Choice Awards            | Actor de televisión favorito   | Él mismo         | [ 53 ]    |        |
| 2010 | J-14's Teen Icon Awards       | Icono de altavoz de agudos     | Él mismo         |           | [ 54 ] |
| 2011 | Kids Choice Awards            | Actor de televisión favorito   | Él mismo         | [ 55 ]    |        |